# Ama
Ama (海士町; -chou) város Japánban, Simane prefektúra Oki körzetében.
2003-ban, a város népessége 2543 fő volt, népsűrűsége 75,91 fő per km². Teljes területe 33,50 km² volt.

## Népesség
| Lakosok száma | 2374 | 2353 | 2205 |
|               | 2010 | 2015 | 2021 |